# No Good Deed (filme de 2014)
No Good Deed (no Brasil, O Intruso) é um filme de suspense psicológico estadunidense dirigido por Sam Miller, escrito por Aimée Lagos e lançado pela Sony Pictures em 12 de setembro de 2014. O filme é estrelado por Idris Elba, Taraji P. Henson, Kate del Castillo, Mark Smith, Henry Simmons, Wilbur Fitzgerald e Frank Brennan. Apesar da recepção crítica negativa, o filme foi um sucesso de bilheteria e recebeu duas indicações ao prêmio Image Award, ganhando um de melhor atriz no cinema para Taraji P. Henson.

## Enredo
Na foto de abertura, uma reportagem é transmitida pelo criminoso Colin Evans (Idris Elba). Ele está em liberdade condicional depois de cumprir cinco anos de prisão por homicídio culposo depois de matar um homem e também tirar a vida de cinco mulheres. Colin dá seu testemunho ao conselho de liberdade condicional, alegando que ele tinha vergonha de suas ações e que ele está pronto para retornar à sociedade. No entanto, o presidente do conselho não o compra por um segundo, alegando que Colin é um narcisista maligno e um agressor violento, e todos ali sabem que as famílias das cinco mulheres não ficariam felizes em vê-lo andando livre. As palavras do presidente ecoam na cabeça de Colin, e sua liberdade condicional é negada.
Colin está sendo levado de volta para a prisão em uma van quando ele parece ter um nariz sangrando. Ele pede ajuda, apenas para pegar a arma de guarda e colocá-lo em uma chave de braço. O motorista pára e aponta sua arma para Colin. Colin calmamente diz ao motorista para abaixar a arma, e ele faz. Então ele atira tanto o guarda quanto o motorista, livre para fugir.
Conhecemos Terri Granger (Taraji P. Henson), segurando seu bebê Sam e tentando conversar ao telefone, enquanto paisagistas trabalham fora de casa e sua filha Ryan (Mirage Moonschein) anda pela casa. A melhor amiga de Terri, Meg (Leslie Bibb) entra correndo. Ela percebe como Terri está sobrecarregada, então ela sugere ter uma noite de garotas. Mais tarde, o marido de Terri, Jeffrey (Henry Simmons) chega em casa, apenas para fazer as malas para uma viagem para o aniversário de seu pai. Ele parece inútil e impaciente com Terri, embora ele assegure que a ama.
Colin está agora em Atlanta, Georgia dirigindo uma van, perseguindo uma mulher chamada Alexis (Kate Del Castillo). Ele a vê encontrando um homem do lado de fora de um café, e Alexis o abraça. Ele invade a casa de Alexis antes que ela volte, e ele a confronta por não esperá-lo quando ele sair. Ele tira uma nota que diz: "Não queria acordá-lo porque você está linda quando dorme". Assustado, Alexis corre para a porta, mas Colin a bloqueia. Ela corre para o quarto onde Colin a faz admitir que estava dormindo com outro homem. Mais uma vez, as palavras soam em sua cabeça e ele põe a mão na garganta de Alexis. Ele quebra seu pescoço e, em seguida, brutalmente bate nela com uma lâmpada.
À noite, uma forte tempestade começa a fermentar. Terri prepara os filhos para o jantar. Colin dirige sua van em uma árvore depois de desviar da estrada. Ele caminha até chegar à casa de Terri. Ele toca a campainha e ela responde. Colin pede para usar o telefone para chamar um caminhão de reboque. Depois de supostamente usar o telefone, Colin diz a Terri que o caminhão de reboque virá mais tarde. Terri o convida para entrar e faz um corte na testa. Colin é encantador e educado em relação a Terri, assim como Ryan quando ela vem por aí. Terri serve chá Colin e pergunta se ele está vendo alguém. Ele diz que teve uma ex-noiva que ele pegou traindo ele.
Meg vem com vinho e é atraída por Colin. Eles compartilham o vinho e Meg faz comentários sobre como Terri costumava ser uma garota selvagem e pergunta a Colin se isso é uma surpresa. Ele não diz nada. Enquanto Terri vai checar seus filhos, Colin pergunta a Meg onde ele pode fumar. Ela o direciona para a garagem e se junta a ele na fumaça. Meg pergunta se há algo acontecendo com ele e Terri. Ele sorri e não diz uma palavra, levando Meg a pensar que sua amiga está tendo um caso. Colin sugere que Terri está escondendo coisas de Meg, o que a irrita e faz com que ela enfrente Terri, até que Colin pega uma pá e mata Meg com ela. Ele arrasta o corpo dela para o lado.
Terri vê Colin sozinho e pergunta onde está Meg. Ele diz que ela foi embora, embora Terri perceba que o guarda-chuva de Meg ainda estava no cabide. Terri vai ligar para Meg e vê que as linhas telefônicas estão cortadas, e todas as facas estão faltando no suporte da cozinha. Ela sobe para ver Colin brincando com Ryan e depois vê a arma na parte de trás de suas calças. Terri ordena que ele derrube Ryan. Eles saem da sala, e Terri pega o extintor de incêndio e pulveriza Colin, em seguida, bate na cabeça dele, então ele cai da escada. Terri corre para seus filhos, mas Colin rapidamente consegue se levantar e dizer a ela para colocar Sam para baixo e ir com ele. Ela fecha a porta do quarto das crianças e Colin aponta sua arma para ela, alertando-a para não fazer nada assim novamente. Ele a leva para o banheiro e a faz ficar no chuveiro com ele enquanto se lava da espuma. Ele então faz Terri se despir e trocar de roupa. Pensando que ele vai estuprá-la, ela diz a Colin para acabar com isso, mas ele diz a ela para não se iludir. Terri pega uma lamparina e bate na cabeça de Colin e até consegue esfaquear a lateral dele. Ela corre para seus filhos, mas mais uma vez, Colin é muito rápido para ela.
Colin força Terri a levar seus filhos ao carro para que eles possam fugir. Ao passar pela garagem, Terri vê o corpo sangrento de Meg deitado de lado. Na estrada, Terri vê um policial e rapidamente o sinaliza com os faróis quando Colin não está olhando. O policial os segue e a faz encostar. Colin pega Sam e finge que ele estava chorando e teve que confortá-lo. O policial fica desconfiado quando Ryan pede seu pai. Terri sai do carro e tenta não ser óbvio para o policial como Colin pode ouvi-la. O policial percebe Terri olhando continuamente para o carro, e ele descobre que algo está errado. Ele diz a Terri para não se mover enquanto Colin sai do carro, e Colin atira no policial morto. Ele rola o corpo do homem morro abaixo.
Colin faz Terri dirigir para a casa de Alexis. Ele a leva para o quarto onde o corpo dela ainda está deitado. Ele amarra Terri, mas é puxado quando o alarme do carro dispara. O celular de Alexis começa a tocar. Terri consegue se soltar e atender o telefone. A voz de um homem responde dizendo que ele ligou várias vezes, mas Terri reconhece a voz de Jeffrey. No entanto, ele responde: "Alexis?" Assim, Terri reúne tudo - Colin pegou o nome de Jeffrey e o endereço da nota que encontrou perto da cama de Alexis mais cedo naquele dia, e não foi por acaso que ele encontrou a casa dela. Ele está procurando vingança. Terri então diz a Jeffrey que Alexis está morto e para chamar a polícia. Ela corre para pegar as crianças, mas Colin está voltando para casa. Terri esconde as crianças no armário e corre para cima, agarrando uma faca para proteção. Colin quase encontra as crianças, mas Terri o distrai. Ele a pega no quarto e começa a lutar com Terri. Ele tenta estrangulá-la, mas ela o golpeia no lado dele com as chaves, e até bate nele com algo pesado. Ele parece inconsciente até que ele agarra Terri e a leva para baixo. Então ela pega a arma de Colin e atira nele uma vez, depois novamente, e depois várias vezes até ele cair pela janela até a morte.
A polícia chega, junto com Jeffrey. Ele encontra Terri e tenta se desculpar com ela, mas ela responde socando-o com força no rosto.
Um tempo depois, Terri se mudou para uma nova casa com as crianças. Ela ainda carrega uma foto dela e Meg. Ela agora tem um novo amigo que a ajuda a cuidar das crianças, e elas as levam para o parque durante uma tarde ensolarada.

## Elenco
- Idris Elba como Colin Evans
- Taraji P. Henson como Terri Granger
- Leslie Bibb como Meg, amiga de Terri
- Kate del Castillo como Alexis, ex noiva de Colin
- Henry Simmons como Jeffrey Granger, marido de Terri
- Mark Smith como EMT
- Wilbur Fitzgerald como Dr. Ross
- Mirage Moonschein como Ryan Granger, filha de Terri e Jeffrey

## Produção
As filmagens de No Good Deed começaram em abril de 2012 em Atlanta, Geórgia.

## Lançamento
No Good Deed foi inicialmente programado para ser lançado em 18 de outubro de 2013. Em janeiro de 2013, a Screen Gems anunciou que o filme seria movido para estrear em 17 de janeiro de 2014, no início do fim de semana do Dia de Martin Luther King. Esta data entrou em conflito com outro filme produzido por Will Packer, Ride Along, um lançamento da Universal Pictures estrelado por Ice Cube e Kevin Hart. Por esta razão, em abril de 2013, o estúdio atrasou No Good Deed para uma segunda vez para 25 de abril de 2014. Mais uma vez, no início de outubro de 2013 (e não dando nenhuma razão específica), Screen Gems pela terceira vez adiou a data de lançamento do filme para 12 de setembro de 2014. Sony Pictures Releasing estreou o primeiro trailer oficial do filme em 12 de junho de 2014. No Good Deed foi lançado em Blu-ray e DVD em 6 de janeiro de 2015.

## Bilheteria
No Good Deed foi lançado na sexta-feira, 12 de setembro de 2014. O filme ficou em primeiro lugar nas bilheterias domésticas no fim de semana de 3 dias, arrecadando US$24,250,283 em 2,175 cinemas norte-americanos (US$11,150 por média de cinema). O filme foi o terceiro filme  do produtor Will Packer em 2014, após Ride Along e Think Like a Man Too. No Good Deed arrecadou US$54,323,210 em todo o mundo.

## Recepção
No Good Deed recebeu críticas geralmente negativas dos críticos. O Rotten Tomatoes dá ao filme uma avaliação de 11% com base em comentários de 53 críticos. O consenso do site diz: "Maçante, derivado e geralmente sem inspiração, No Good Deed desperdiça os talentos de suas estrelas - e o tempo do público". Metacritic dá ao filme uma pontuação média ponderada de 26 de 100 com base nas avaliações de 17 críticos.
O público de No Good Deed era 60 por cento feminino, 59 por cento acima dos 30 anos. Os cinéfilos deram ao filme um "B+" no CinemaScore.

## Trilha sonora
Screen Gems e Madison Gate Records lançaram a trilha sonora do filme No Good Deed digital e fisicamente em 9 de setembro de 2014. O álbum de 15 faixas contém a trilha sonora original do filme composta por Paul Haslinger.
"No Good Deed ofereceu uma grande oportunidade de reexplorar um estilo de trilha sonora que eu havia desenvolvido para o filme Vacancy; música projetada para realçar qualidades psicológicas na narração de uma história, neste caso, um tanto sombrio. Minha preferência pessoal para este tipo de abordagem é misturar elementos clássicos de filme noir com música, elementos de design de som; às vezes alternando, às vezes sobrepondo-os. O objetivo final era conectar o espaço da cabeça dos personagens com o do público, para fazer o público sentir o fios da história enquanto a assistem se desenrolar. Trabalhando com grandes performances de Idris Elba e Taraji P. Henson, este foi um projeto único e gratificante de se estar envolvido!" - Paul Haslinger.
Todas as músicas compostas por Paul Haslinger.
| N.º            | Título                    | Duração |  |
| 1.             | "On This Day"             | 2:19    |  |
| 2.             | "The Parole Hearing"      | 1:24    |  |
| 3.             | "The Accident"            | 1:15    |  |
| 4.             | "Leaving For The Weekend" | 1:14    |  |
| 5.             | "Watching Alexis"         | 0:59    |  |
| 6.             | "17 Creston Lane"         | 1:01    |  |
| 7.             | "It Is All A Game"        | 2:31    |  |
| 8.             | "At The Door"             | 1:21    |  |
| 9.             | "Please Come Home"        | 1:21    |  |
| 10.            | "We Have To Leave"        | 1:54    |  |
| 11.            | "The Traffic Stop"        | 2:49    |  |
| 12.            | "Why Are You Doing This?" | 1:31    |  |
| 13.            | "Your Girlfriend Is Dead" | 2:42    |  |
| 14.            | "Fight For Life"          | 1:24    |  |
| 15.            | "Terri's New Beginnings"  | 2:03    |  |
| Duração total: | Duração total:            | 26:29   |  |